# São Pedro do Butiá
São Pedro do Butiá är en kommun i Brasilien.   Den ligger i delstaten Rio Grande do Sul, i den södra delen av landet, 1 600 km sydväst om huvudstaden Brasília. Antalet invånare är 2 873.
Omgivningarna runt São Pedro do Butiá är huvudsakligen savann. Runt São Pedro do Butiá är det mycket glesbefolkat, med 7 invånare per kvadratkilometer.